# Rudolf Allgeier
Rudolf Allgeier (geboren 11. März 1901 in Karlsruhe; gestorben 28. März 1988 in Müllheim, Baden) war ein deutscher Lehrer und NSDAP-Funktionär. 

## Leben
Rudolf Allgeier studierte Philologie und wurde als Lehramtsassessor für Englisch, Französisch und Sport in den Schuldienst eingestellt. Er wurde im April 1928 Mitglied der SPD, trat ein Jahr später aus der Partei aus und trat zum 1. August 1932 der NSDAP bei (Mitgliedsnummer 1.243.810), in der er eine rege ehrenamtliche Tätigkeit begann. Er war am Scheffel-Realgymnasium in Säckingen beschäftigt und wechselte im Mai 1934 an das Realgymnasium Bühl und dann nach Konstanz. Er machte sich bei den Schulleitern unbeliebt, da er seine Unterrichtsverpflichtungen zugunsten seiner Parteitätigkeit als ehrenamtlicher Redner, Kreispressewart, Volksbildungsreferent, Kreisobmann des NSLB, Kreisfunkwart, Kreisschulungsreferent und so weiter vernachlässigte, die andererseits von einflussreichen Parteigenossen in der DAF und der NSDAP gutgeheißen wurde. Zudem wurde die Schulbürokratie durch Gehaltspfändungen in Anspruch genommen, da Allgeier auf zu großem Fuße lebte. 
Im Sommer 1937 ließ Studienassessor Allgeier sich vom Schuldienst beurlauben, um eine Stelle als Leiter der Gauschulungsburg Frauenalb des NSDAP-Gaus Baden anzutreten. Vorher bewirkte er noch seine Beförderung zum Professor an einer höheren Schule. Zusätzlich zu seinem Schulungsamt übernahm er 1938 von Reinhard Boos das Amt des NSDAP-Kreisleiters von Lörrach. Nach der deutschen Eroberung Frankreichs 1940 wurde er auch noch Kreisleiter von Mülhausen (Mulhouse) im Elsass.
Allgeier wurde 1942 zur Wehrmacht eingezogen, sein kommissarischer Vertreter in Baden wurde der NSDAP-Kreisleiter von Müllheim Hugo Grüner. Allgeier war frontdienstuntauglich und wurde in besetzten Gebieten der Sowjetunion als Unteroffizier im Schreibstubendienst in der Etappe eingesetzt. Im Februar 1944 kehrte er als Leiter der Gauschulungsburg in Straßburg in den Parteidienst zurück. Kurz vor Kriegsende wurde er am 1. April 1945 noch mit der vertretungsweisen Leitung der verstaatlichten Schule Schloss Salem beauftragt. 
Nach Kriegsende kam Allgeier von Juni 1945 bis März 1947 in französische Haft in Mulhouse und im Internierungslager Freiburg-Betzenhausen. Von der Freiburger Spruchkammer wurde er im September 1949 als „minderbelastet“ eingestuft, allerdings erhielt er ein dreijähriges Berufsverbot für Tätigkeiten im Öffentlichen Dienst. Allgeier schlug sich die nächsten Jahre als Hilfslehrer an privaten und öffentlichen Schulen durch und versuchte auf mehreren Wegen seine Wiedereinstellung, Verbeamtung sowie die Anerkennung seiner Dienstzeiten bei der NSDAP auf seine Beamtenpension zu betreiben. Er besorgte sich dafür unter anderem einen Persilschein beim Pädagogen Christian Theobald Caselmann und ersuchte um Hilfe beim Schulleiter und Bundestagsabgeordneten der DP Ernst-Christoph Brühler. Er sah sich als Opfer einer Intrige des Rechtsanwalts und FDP-Politikers Friedrich Vortisch, den er selbst 1940 beim Gaupersonalamtsleiter Adolf Schuppel als „judenfreundlich“ angeschwärzt hatte. Hinsichtlich der Pension war er wenig erfolgreich, er durfte sich aber weiterhin als „Professor“ bezeichnen.